# Konstanzer Weltchronik

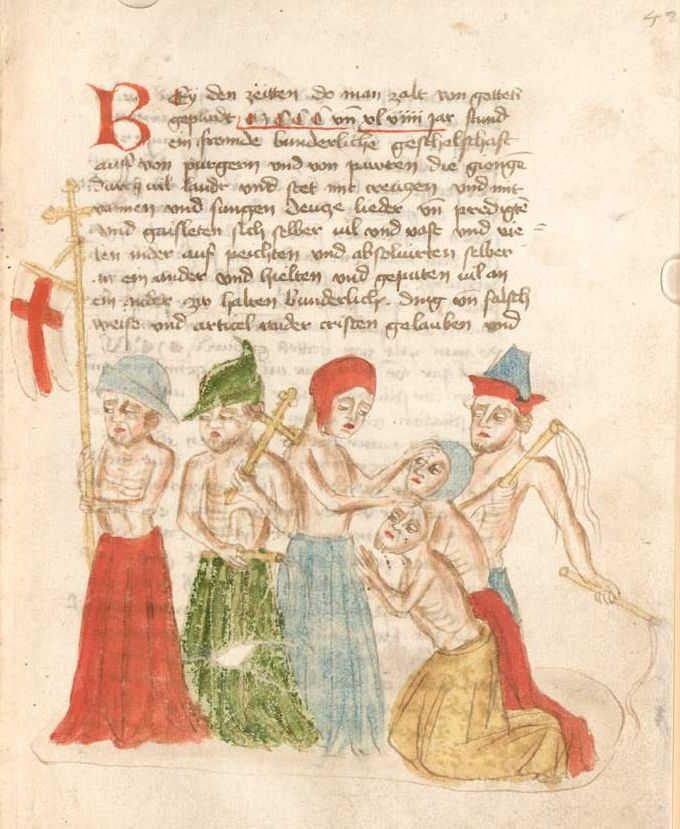
Geißler in der Konstanzer Weltchronik Cgm 426

Die Konstanzer Weltchronik ist ein deutschsprachiges Geschichtswerk, das am Ende des 14. Jahrhunderts wohl in Konstanz entstanden ist. Das knappe universalhistorische Kompendium, von dem derzeit neun Handschriften aus dem 15. Jahrhundert bekannt sind, behandelt die Zeit von der Schöpfung bis 1384 sowie das Weltende.

## Ausgabe
- Theodor von Kern: Eine Konstanzer Weltchronik aus dem Ende des 14. Jahrhunderts. In: Zeitschrift der Gesellschaft für Beförderung der Geschichts-, Alterthums- und Volkskunde von Freiburg Bd. 1 (1867/69) S. 179–235 Commons